# Sèrie de potències enteres
En matemàtiques i particularment en anàlisi matemàtica, una sèrie de potències enteres anomenada també sèrie de potències o sèrie entera és una sèrie matemàtica de funcions de la forma
{\displaystyle \sum _{n\geq 0}a_{n}z^{n}}
On els coeficients an formen una successió real o complexa. La sèrie s'anomena de potències enteres a causa del fet que els exponents n són nombres enters.
Les sèries de potències enteres posseeixen propietats de convergència destacables, que s'expressen en gran part amb l'ajuda d'una mida associada a la sèrie, el seu radi de convergència R. Sobre el disc de convergència (disc obert de centre 0 i de radi R), la funció suma de la sèrie pot ser derivada indefinidament terme a terme.
Recíprocament, certes funcions indefinidament derivables poden ser escrites a l'entorn d'un dels seus punts c com la suma d'una sèrie de potències de la variable z-c: en aquest cas aquesta és la seva sèrie de Taylor. Es parla en aquest cas de funcions desenvolupables en sèrie de potències enteres o simplement desenvolupades en sèrie entorn del punt c. Quan una funció és desenvolupable en sèrie en cadascun dels seus punts, s'anomena analítica.
Les sèries de potències enteres apareixen en anàlisi matemàtica, però també en Combinatòria en tant que funció generatriu i es generalitzen en la noció de sèrie formal. En la teoria de nombres, el concepte de nombre p-àdic és proper al de sèrie de potències enteres. Les sèries de potències enteres també es generalitzen al cas de funcions de diverses variables.

## Definicions
En el que segueix, la variable z és real o complexa.

### Sèrie de potències enteres
Una sèrie de potències enteres de variable z, és una sèrie de terme general {\displaystyle a_{n}\,z^{n}}, on n és un nombre natural, i {\displaystyle {(a_{n})}_{n\in \mathbb {N} }} és una successió de nombres reals o complexos. Usualment s'adopta la notació {\displaystyle \sum a_{n}z^{n}} o {\displaystyle \sum _{n\geq 0}a_{n}z^{n}} per parlar de la sèrie, mentre que s'escriu {\displaystyle \sum _{n=0}^{+\infty }a_{n}z^{n}} per referir-se a la seva eventual suma, en cas de convergència, per a un z donat.

### Radi de convergència
Una bona part de les propietats de convergència de la sèrie es pot expressar amb l'ajuda de la quantitat següent, anomenada radi de convergència de la sèrie
{\displaystyle R=\sup \left\{|z|,z\in \mathbb {C} ,\sum a_{n}z^{n}{\text{ convergeix absolutament }}\right\}\in \,\mathbb {R} ^{+}\cup \{+\infty \}}.
Aquestes propietats es fonamenten sobre el següent lema, degut a Abel, (que no s'ha de confondre amb el teorema d'Abel), que es fa servir per demostrar la continuïtat de la suma de la sèrie a la frontera del disc de convergència.
| Lema d'Abel Sia un real {\displaystyle r_{0}>0}. Si la successió de terme general {\displaystyle \|a_{n}\|r_{0}^{n}} és fitada, llavors la sèrie {\displaystyle \textstyle \sum _{n\geq 0}a_{n}\,z^{n}} convergeix absolutament per {\displaystyle \|z\|<r_{0}}. |

A partir d'aquí, és possible precisar el mode de convergència d'aquesta sèrie de funcions 
- La sèrie convergeix absolutament per a tot complex z de mòdul estrictament inferior al radi. El disc obert de centre 0 i de raig R s'anomena disc obert de convergència.
- La sèrie discrepa grollerament (és a dir que el terme general no convergeix cap a 0) per a tot complex z de mòdul estrictament superior al radi.
- Per a tot real r estrictament inferior al radi, hi ha convergència normal sobre el disc tancat de centre 0 i de raig r.

En el cas on la variable x és real, es parla també de disc obert de convergència, encara que designi un interval de la recta real ({\displaystyle ]-R;+R[}).
Quan el radi és infinit, el disc obert de convergència és el conjunt del pla complex (o de la recta real). En canvi no hi ha a priori convergència normal més que sobre els discs tancats de raig finit. Un radi nul significa en canvi que hi ha divergència en tot punt diferent de z=0, com és el cas per exemple per a la sèrie {\displaystyle \textstyle \sum _{n\geq 0}{n!\,z^{n}}}.
Aquestes propietats no resolen totes les qüestions de convergència. Sobretot, en els punts de mòdul R, hi pot haver convergència o no, i convergència amb convergència absoluta o sense. Per exemple, les sèries {\displaystyle \sum {\frac {1}{n^{2}}}\,z^{n}}, {\displaystyle \sum {\frac {1}{n}}\,z^{n}} i {\displaystyle \sum z^{n}} tenen per radi de convergència 1, la sèrie {\displaystyle \sum {\frac {1}{n^{2}}}\,z^{n}} convergeix absolutament en tot punt de mòdul 1 mentre que {\displaystyle \sum {\frac {1}{n}}\,z^{n}} no convergeixis absolutament en cap punt de mòdul 1 però convergeix en tot punt diferent d'1 i la sèrie {\displaystyle \sum z^{n}} no convergeixis en cap punt de mòdul 1.

#### Càlcul del radi de convergència
La fórmula de Hadamard dona l'expressió del radi de convergència en termes del límit superior
{\displaystyle {\frac {1}{R}}=\limsup _{n\to \infty }\left(|a_{n}|^{1/n}\right)}.
Aquesta fórmula es desprèn de l'aplicació de la regla de Cauchy.
A la pràctica, si els {\displaystyle a_{n}} són no nuls, de vegades és possible aplicar el criteri de d'Alembert:
Si {\displaystyle \lim _{n\to +\infty }\left|{\frac {a_{n+1}}{a_{n}}}\right|=L\,} (límit que pot ser eventualment infinit), llavors el radi de convergència és igual a 1/L.
Per exemple, la sèrie {\displaystyle \textstyle \sum _{n\geq 0}n2^{n}\,z^{n}} admet un radi de convergència igual a {\displaystyle {\tfrac {1}{2}}}.
Però sovint és més eficaç utilitzar les propietats de convergència per donar altres caracteritzacions del radi de convergència. Per exemple, el radi és la fita superior dels mòduls dels complexos z per als quals la successió de terme general {\displaystyle a_{n}z^{n}} convergeix cap a 0.

### Funció suma
Si {\displaystyle {(a_{n})}_{n\in \mathbb {N} }} és una successió complexa tal que la sèrie {\displaystyle \sum _{n\geq 0}a_{n}z^{n}} admet un radi de convergència R estrictament positiu, llavors es pot definir la seva funció suma, en tot punt de convergència, per
{\displaystyle f(z)=\sum _{n=0}^{+{\infty }}a_{n}z^{n}}
Aquesta funció està ben definida sobre el disc de convergència {\displaystyle D(0,R)}.
Existeix una gran varietat de comportaments possibles per a la sèrie i la funció suma a la frontera del domini de definició. Sobretot, la divergència de la sèrie en un punt de mòdul R no és incompatible amb l'existència d'un límit a R per a la funció. Així per suma d'una sèrie geomètrica,
{\displaystyle \forall x\in ]-1,1[,\qquad {\frac {1}{1+x^{2}}}=\sum _{n=0}^{+\infty }(-1)^{n}x^{2n}.}
La funció es perllonga per continuïtat en -1 i 1 que són tanmateix valors per als quals la sèrie divergeix.

### Exemples
Una funció polinòmica real o complexa és una sèrie de potències enteres de radi de convergència infinit.
La sèrie geomètrica {\displaystyle \sum _{n\geq 0}{z^{n}}} d'un radi de convergència d'1 i la seva funció suma val {\displaystyle {\frac {1}{1-z}}} sobre el disc obert D(0,1).
La sèrie {\displaystyle \sum _{n\geq 0}{\frac {z^{n}}{n!}}} té un radi de convergència infinit. La seva funció suma, definida en tot el pla complex, s'anomena funció exponencial complexa. És a partir d'ella que es defineix analíticament les funcions sinus i cosinus.
La sèrie {\displaystyle \sum _{n\geq 1}{\frac {z^{n}}{n}}} té un radi de convergència igual a 1. Constitueix una definició del logaritme complex, és a dir un recíproc d'una restricció de l'exponencial complexa.

## Operacions sobre les sèries de potències enteres
Les propietats que segueixen s'enunciaran per a dues sèries {\displaystyle \sum _{n\geq 0}a_{n}z^{n}} i {\displaystyle \sum _{n\geq 0}b_{n}z^{n}}, de radis de convergència R i R′, i les funcions suma de les quals s'escriuran
{\displaystyle f(z)=\sum _{n=0}^{+\infty }a_{n}z^{n},\qquad g(z)=\sum _{n=0}^{+\infty }b_{n}z^{n}}

### Suma i producte
La suma de les sèries f i g és una sèrie. La sèrie suma es pot trobar sumant terme a terme. Si R i R′ són diferents, el seu radi és el mínim de R i R’. Si són iguals, té un radi superior o igual a aquest valor comú.
Es pot formar el producte de les dues sèries, utilitzant les propietats del producte de Cauchy de les sèries amb termes complexos. Així la sèrie producte es calcula per la fórmula
{\displaystyle \left(\sum _{n=0}^{+\infty }a_{n}z^{n}\right)\cdot \left(\sum _{n=0}^{+\infty }b_{n}z^{n}\right)=\sum _{n=0}^{+\infty }\left(\sum _{k=0}^{n}a_{k}b_{n-k}\right)z^{n}.}
Admet un radi de convergència superior o igual al mínim dels dos radis.

### Substitució
Sota certes condicions, és possible efectuar la substitució d'una sèrie sencera en la variable z d'un altra, el que condueix a compondre les funcions suma.
La composició és possible si els radis de convergència de les dues sèries són no nuls, i si el coeficient {\displaystyle a_{0}=f(0)} és nul. La sèrie obtinguda per substitució és de radi estrictament positiu. Sobre un disc prou petit inclòs en el disc de convergència, la suma de la sèrie és la composició {\displaystyle g\circ f}.
La substitució es pot fer servir sobretot per al càlcul, quan és possible, de la inversa d'una sèrie, després del quocient de dues sèries senceres.
La substitution peut notamment être utilisée pour le calcul, quand il est possible, d'inverse d'une série entière.

### Derivació i integració
La sèrie {\displaystyle \sum _{n\geq 0}a_{n+1}\,(n+1)\,z^{n}} s'anomena sèrie derivada de la sèrie {\displaystyle \sum _{n\geq 0}a_{n}z^{n}}. Una sèrie admet el mateix radi de convergència que la seva derivat, i si aquest valor comú és estrictament positiu, és possible derivar terme a terme la sèrie al disc de convergència
{\displaystyle \forall z,|z|<R,\qquad f'(z)=\sum _{n=0}^{+\infty }a_{n+1}\,(n+1)\,z^{n}}
Per a una sèrie de variable real, la funció suma associada és doncs derivable sobre ]-R,+R[, i fins i tot de classe{\displaystyle {\mathcal {C}}^{\infty }}, ja que és possible efectuar {\displaystyle {\mathcal {C}}^{\infty }}p{\displaystyle {\mathcal {C}}^{\infty }} derivades successives terme a terme, totes les sèries derivades successives tenen el mateix radi de convergència.
Per a una sèrie de la variable complexa, la derivada s'ha de prendre en el sentit complex. És a dir que la funció suma és holomorfa al disc de convergència.
Aquestes idees es poden aplicar per al càlcul d'integrals. Vegeu integració per sèries.

La funció exponencial (de color blau), i la suma dels primers n+1 termes del seu desenvolupament en sèrie entorn del punt 0 (de color vermell).

## Funció desenvolupable en sèrie
Una funció f de variable real o complexa, definida entorn d'un punt c, s'anomena desenvolupable en sèrie entorn de c si existeix una sèrie de potències enteres {\displaystyle \sum _{n\geq 0}a_{n}z^{n}} de radi R estrictament positiu tal que
{\displaystyle \forall z\in D(c,R),\qquad f(z)=\sum _{n=0}^{+{\infty }}a_{n}(z-c)^{n}}.

### Sobre l'existència i unicitat del desenvolupament
Una funció f  desenvolupable en sèrie és necessàriament de classe {\displaystyle {\mathcal {C}}^{\infty }} a l'entorn de c. El coeficient d'índex n del desenvolupament ve donat per la fórmula
{\displaystyle \forall n\in \mathbb {N} ,\,a_{n}={f^{(n)}(c) \over {n!}}}
Això diu que si el desenvolupament en sèrie de potències enteres existeix, és únic i ve donat pel desenvolupament en sèrie de Taylor de la funció en el punt c
No n'hi ha prou que una funció sigui {\displaystyle {\mathcal {C}}^{\infty }} perquè sigui desenvolupable en sèrie de potències enteres.
Es pot donar com a contraexemple la funció definida sobre la recta real per {\displaystyle f(x)=e^{-1/x^{2}}}, prolongada per continuïtat per f(0)=0.
En efecte aquesta funció és derivable fins a l'infinit, la seva derivada en a l'origen val 0. Per tant, la seva sèrie de Taylor al punt 0 és la sèrie nul·la. Admet un radi de convergència infinit, però la seva suma no coincideix amb f(x) en cap altre punt que al 0.

### Desenvolupaments en sèrie usuals
Aquests desenvolupaments usuals sovint són molt útils en el càlcul d'integrals. Es donen aquí amb indicació del radi de convergència en el camp complex o real.
1. {\displaystyle \forall x\in \mathbb {C} ,\,e^{x}=\sum _{n=0}^{+{\infty }}{\frac {x^{n}}{n!}}.}
2. {\displaystyle \forall x\in \mathbb {R} ,\,\cos x=\sum _{n=0}^{+{\infty }}(-1)^{n}\,{\frac {x^{2\,n}}{(2\,n)!}}.}
3. {\displaystyle \forall x\in \mathbb {R} ,\,\sin x=\sum _{n=0}^{+{\infty }}(-1)^{n}\,{\frac {x^{2\,n+1}}{(2\,n+1)!}}.}
4. {\displaystyle \forall x\in \mathbb {R} ,\,\operatorname {ch} \,x=\sum _{n=0}^{+{\infty }}{\frac {x^{2\,n}}{(2\,n)!}}.}
5. {\displaystyle \forall x\in \mathbb {R} ,\,\operatorname {sh} \,x=\sum _{n=0}^{+{\infty }}{\frac {x^{2\,n+1}}{(2\,n+1)!}}.}
6. {\displaystyle \forall x\in D(0,1),\,{1 \over {1-x}}=\sum _{n=0}^{+{\infty }}{x^{n}}.}
7. {\displaystyle \forall x\in ]-1,1],\,\ln(1+x)=\sum _{n=1}^{+{\infty }}(-1)^{n+1}{x^{n} \over {n}}.}
8. {\displaystyle \forall x\in [-1,1],\,\operatorname {Arctan} \,x=\sum _{n=0}^{+{\infty }}(-1)^{n}\,{\frac {x^{2\,n+1}}{2\,n+1}}\;}, i en particular, {\displaystyle \pi =4\,\sum _{n=0}^{+{\infty }}{\frac {(-1)^{n}}{2\,n+1}}}.
9. {\displaystyle \forall x\in \,]-1,1[,\ \forall \alpha \,\not \in \,\mathbb {N} ,\,(1+x)^{\alpha }\,=1\;+\;\sum _{n=1}^{+{\infty }}{{\frac {\alpha \,(\alpha -1)\ldots (\alpha -n+1)}{n!}}\,x^{n}}.}
10. {\displaystyle \forall x\in \mathbb {R} ,\,\forall \alpha \,\in \,\mathbb {N} ,\,(1+x)^{\alpha }\,=1\;+\;\sum _{n=1}^{+{\infty }}{{\frac {\alpha \,(\alpha -1)\ldots (\alpha -n+1)}{n!}}\,x^{n}}=\sum _{n=0}^{\alpha }{{\alpha  \choose n}\,x^{n}}.}
11. {\displaystyle \forall x\in ]-1,1[,\,\operatorname {Argth} \,x=\sum _{n=0}^{+{\infty }}\,{\frac {x^{2\,n+1}}{2\,n+1}}.}
12. {\displaystyle \forall x\in ]-1,1[,\,\operatorname {Arcsin} \,x=\sum _{n=0}^{+{\infty }}\,a_{n}\,{\frac {x^{2\,n+1}}{2\,n+1}}\quad amb\;a_{n}=\left\{{\begin{matrix}1,&{\mbox{si }}n{\mbox{ és nul}}\\\left({\frac {\prod _{k=1}^{n}\,(2\,k-1)}{\prod _{k=1}^{n}\,2\,k}}\right),&{\mbox{sinó}}\end{matrix}}\right.}
13. {\displaystyle \forall x\in ]-1,1[,\,\operatorname {Argsh} \,x=\sum _{n=0}^{+{\infty }}\,(-1)^{n}\,a_{n}\,{\frac {x^{2\,n+1}}{2\,n+1}}\quad \mathrm {amb} \;a_{n}=\left\{{\begin{matrix}1,&{\mbox{si }}n{\mbox{ és nul}}\\\left({\frac {\prod _{k=1}^{n}\,(2\,k-1)}{\prod _{k=1}^{n}\,2\,k}}\right),&{\mbox{sinó}}\end{matrix}}\right.}
Observacio: també es pot escriure {\displaystyle a_{n}={{{2\,n} \choose n} \over {4^{n}}}={{(2\,n)!} \over {(n!\,2^{n})^{2}}}={1.3\ldots (2\,n-1) \over {2.4\ldots (2\,n)}}}
14. {\displaystyle \forall x\in \,\left]-{\frac {\pi }{2}},{\frac {\pi }{2}}\right[,\,\tan x={\frac {2}{\pi }}\,\sum _{n=0}^{+{\infty }}\,{\left({\frac {x}{\pi }}\right)}^{2\,n+1}(2^{2\,n+2}-1)\;\zeta (2\,n+2)\quad amb\;\forall p>1,\,\zeta (p)=\sum _{n=1}^{+{\infty }}\,{\frac {1}{n^{p}}}} (funció Zêta de Riemann, de la qual es coneix, per a tot p enter parell - no nul - una expressió explícita en forma d'un producte d'un nombre racional per una potència parell de π).

### Funcions analítiques
Una funció de la variable real o complexa, definida sobre un obert U, s'anomena analítica sobre U quan admet un desenvolupament en sèrie en tot punt d'U.
La funció suma f d'una sèrie de radi de convergència R estrictament positiu és ella mateixa analítica sobre el seu disc obert de convergència D(0,R) . Això significa que es pot canviar d'origen per al desenvolupament en sèrie: precisament, si z0 és un complex de mòdul estrictament inferior a R, llavors f és desenvolupable en sèrie sobre el disc de centre z0 i de radi {\displaystyle R-|z_{0}|}.

Les funcions analítiques gaudeixen de propietats destacables. Segons el «principi dels zéros aïllats», els punts d'anul·lació d'aquestes funcions són punts aïllats. El «principi del perllongament analític» indica que, si dues funcions analítiques estan definides sobre un obert connex U i coincideixen sobre una part A inclosa en U que presenta almenys un punt d'acumulació, llavors coincideixen sobre U.
En anàlisi complexa, s'estableix que tota funció holomorfa (és a dir derivable en el sentit complex) sobre un obert U és infinitament derivable en tot punt respecte a la variable complexa i és fins i tot analítica. Al contrari en anàlisi real, existeixen nombroses funcions {\displaystyle {\mathcal {C}}^{\infty }} no analítiques.

## Comportament a la frontera del domini de convergència

### Teorema de convergència uniforme d'Abel
El teorema d'Abel dona una propietat de continuïtat parcial de la funció suma quan hi ha convergència de la sèrie en un punt del seu cercle de convergència.
En concret, sigui {\displaystyle \sum _{n\geq 0}a_{n}z^{n}} una sèrie de radi de convergència R estrictament positiu finit. Se suposa que en un punt z0 de mòdul R, la sèrie és convergent. Es considera un triangle T que té per vèrtex z0 d'una banda i dos punts de mòdul estrictament inferior a R d'altra banda. Llavors la sèrie convergeix uniformement en T.
Sobretot, hi ha convergència uniforme sobre el segment {\displaystyle [0,z_{0}]}. Aquest cas particular s'anomena teorema d'Abel radial.

### Punts singulars i regulars
Sigui {\displaystyle \sum _{n\geq 0}a_{n}z^{n}} una sèrie de radi de convergència R estrictament positiu finit, i f la funció suma. Un punt z0 de mòdul R s'anomena regular si existeix un disc obert D centrat en aquest punt tal que f es perllonga en una funció analítica a {\displaystyle D\cup D(0,R)}. En el cas contrari, el punt s'anomena singular.
Entre els complexos de mòdul R, existeix sempre un punt singular.

## Sèrie de potències de diverses variables

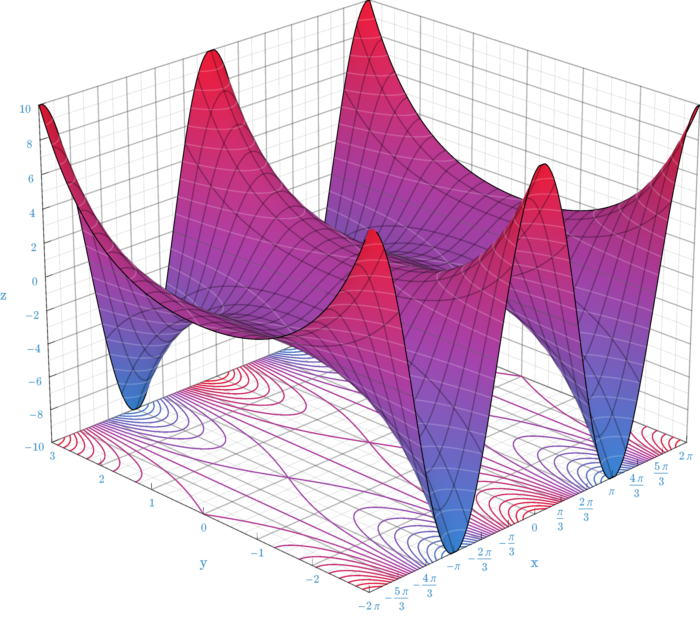
La funció

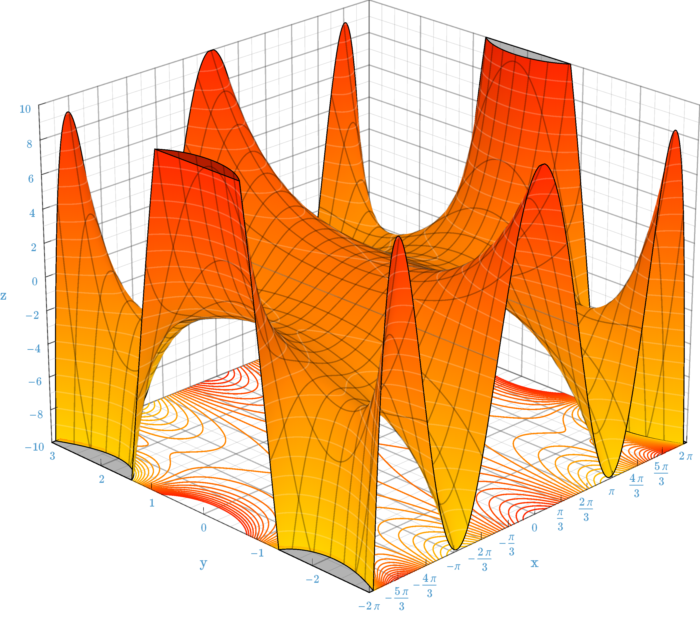
El desenvolupament en sèrie de potències enteres de la funsció de damunt truncat al quart terme

Una sèrie de potències de diverses variables ve definida com una sèrie de la forma
{\displaystyle f(x_{1},...,x_{n})=\sum _{j_{1},...,j_{n}=0}^{\infty }a_{j_{1},...,j_{n}}\prod _{k=1}^{n}\left(x_{k}-c_{k}\right)^{j_{k}},}
on {\displaystyle j=(j_{1},\ldots ,j_{n})} és una successió de nombres naturals, els coeficients
{\displaystyle a_{j_{1},\ldots ,j_{n}}} són nombres reals o complexos, mentre que el centre {\displaystyle c=(c_{1},\ldots ,c_{n})} i l'argument {\displaystyle x=(x_{1},\ldots ,x_{n})} són vectors de {\displaystyle \mathbb {R} ^{n}} o de {\displaystyle \mathbb {C} ^{n}}.
Amb la notació més concisa que se serveix de multi índex es pot escriure 
{\displaystyle f(x)=\sum _{\alpha \in \mathbb {N} ^{n}}a_{\alpha }\left(x-c\right)^{\alpha }.}
La teoria d'aquestes sèries és sensiblement més complicada que la de les sèries de potències enteres d'una sola variable. Per exemple la regió de convergència absoluta està constituïda per un conjunt convex i no simplement per un interval o un disc. Per altra banda dins d'aquesta regió de convergència es poden calcular derivades i integrals terme a terme, tal com es pot fer en les sèries de potències d'una sola variable.